# Port lotniczy Celaya
Port lotniczy Celaya (IATA: CYW, ICAO: MMCY) – port lotniczy położony w Celaya, w stanie Guanajuato, w Meksyku.

## Linie lotnicze i połączenia
- Informacje o lotnisku